# St. Johannes Evangelist (Diesenbach)

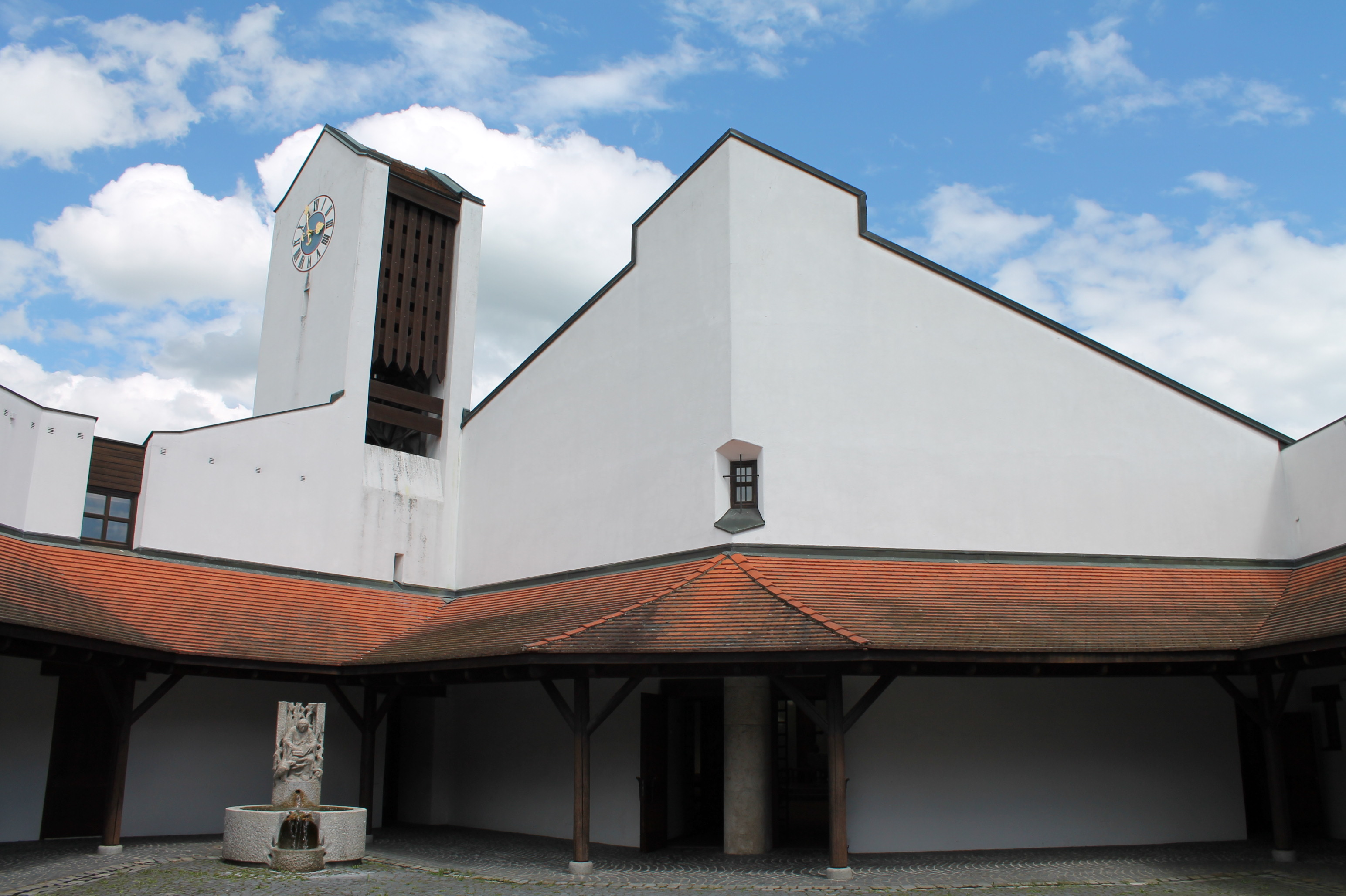
Außenansicht der Pfarrkirche St. Johannes in Diesenbach

Die Pfarrkirche St. Johannes Evangelist ist eine katholische Kirche in Diesenbach, einem Ortsteil des  Marktes Regenstauf.

## Baugeschichte
Für die Seelsorge der überwiegend katholischen Bevölkerung von Diesenbach war bis in die 1970er Jahre die Pfarrei in Regenstauf zuständig. Da die Einwohnerzahl von Diesenbach in den Jahren nach dem Zweiten Weltkrieg erheblich angestiegen war, wurde 1965 im Neubaugebiet von Diesenbach ein geeignetes, ca. 5.000 m2 großes Grundstück für den Bau einer katholischen Kirche erworben.
Zur Planung von Kirche und Pfarrzentrum wurde 1968 der Diesenbacher Kirchenbauverein gegründet, die Zustimmung für das Kirchenbauvorhaben erteilte das Bischöfliche Ordinariat in Regensburg im Dezember 1972. Drei Jahre später, im Dezember 1975, erhielt der Architekt Alexander von Branca vom Bau- und Kunstausschuss der Diözese den Zuschlag und im Frühjahr 1977 wurde mit dem Bau begonnen.
Die Konsekration des Gotteshauses erfolgte am 15. Juli 1979 durch Weihbischof Vinzenz Guggenberger.

Die Kirche ist dem Evangelisten Johannes geweiht, sein Patronatsfest ist am 27. Dezember.
St. Johannes Ev. war ursprünglich eine Filialkirche der Pfarrei St. Jakobus in Regenstauf, jedoch mit eigenem Seelsorger; 1985 erfolgte ihre Erhebung zu einer selbständigen Pfarrei.

## Baubeschreibung
Alexander von Branca, der seine Bauwerke gern im Stil altrömischer Architektur ausführt, wollte in diesem ländlichen Raum ein Bauwerk errichten, das bei aller Schlichtheit das Element der Festlichkeit vermittelt. Als Baumaterialien wurden deshalb nur Ziegelsteine und vor allem Holz verwendet, die Außenfassaden sind weiß verputzt.
Um einen nur von der Westseite her zugänglichen geräumigen Innenhof gruppieren sich im Norden einige Nebengebäude sowie der gedrungene, nur 16 m hohe Glockenturm, im Osten das Gotteshaus und auf der Südseite Sakristeien, Büros und das Pfarrhaus.
Das Gotteshaus (im Grundriss ein unregelmäßiges Achteck) mit fensterlosen Außenwänden erhält reichlich Tageslicht durch ein Glasband im First des Satteldachs. Innerhalb des Kirchenraums stützen sechs hölzerne, über 10 m hohe Rundpfeiler (vier hinter dem Altar, zwei hinter der Brüstung der Orgelempore) diesen verglasten Teil des Kirchendaches ab.

## Ausstattung
Zur Ausstattung des Innenraums haben namhafte Künstler beigetragen: Der aus einem einzigen Granitblock gefertigte Altar stammt von dem Weidener Bildhauer Günter Mauermann, ebenso der Taufstein; Josef Hamberger gestaltete das Bronzekruzifix, den Ambo und den Tabernakel. Die beiden an der Altarrückwand stehenden Figuren stellen den hl. Johannes Ev. und die Muttergottes mit dem Kind dar. Es sind Kopien nach Tilman Riemenschneider, angefertigt von dem Bildhauer Willy Prix.
Die an der West- und Nordwand hängenden Hinterglasbilder der 14 Kreuzwegstationen stammen von dem Kunstmaler Erich Schickling, ein Bild der  15. Station (Auferstehung) des englischen Malers  Thomas Denny wurde 1990 hinzugefügt.
Der Altar ist auf  drei Seiten von Bänken für die Gemeinde umgeben, sie bieten Platz für etwa 250 Personen.

## Orgel

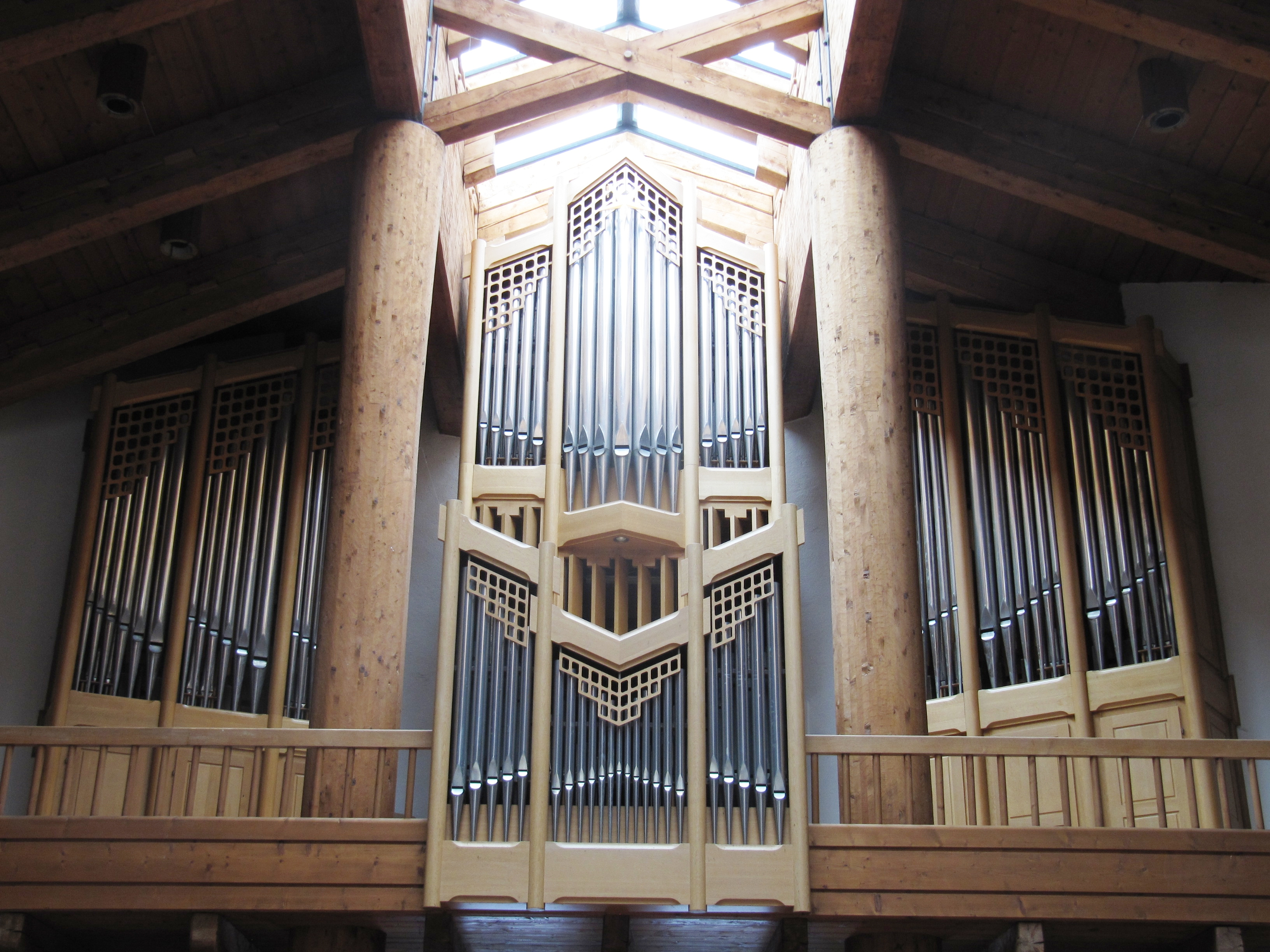
Eisenbarth-Orgel

1986 wurde auf der Empore an der Westwand der Kirche eine Orgel der Firma Eisenbarth, Passau, aufgestellt. Sie hat 20 Register und eine mechanische Traktur.  1997 wurde sie auf 29 Register erweitert und in die Orgelbrüstung ein Rückpositiv eingebaut.

## Glocken
Im 16 m hohen Turm hängen  drei Glocken der Glockengießerei Bachert, Bad Friedrichshall. Sie sind abgestimmt auf die Schlagtöne fis', a' und h'.
Maria Königin, 750 kg
St. Johannes Ev., 450 kg
St. Wolfgang, 320 kg

## Außenanlagen
Im Atrium, dem Innenhof des Pfarrzentrums,  wird 1990 ein von Günter Mauermann gestalteter steinerner Brunnen, der Johannesbrunnen, aufgestellt.

Ebenfalls von Mauermann stammt ein mannsgroßes Bronzerelief unmittelbar beim Eingang zum Innenhof, auf dem die Geschichte Diesenbachs dargestellt ist.

Seit 1992   bekrönt vor dem Haupteingang ein  von Josef Hamberger gefertigtes Bronzekreuz das  gesamte Pfarrzentrum.

## Seelsorger
- ab 1. September 1979: Pfarrer Dr. Johann Gleixner
- ab 1. Dezember 1980: Pfarradministrator Manfred Kunert
- ab 1. September 1984: Pfarrer Hubert Gilg
- seit 1. September 2022: Pfarrer Josef Hausner